# Marthe Wéry
Pour les articles homonymes, voir Wéry.
Marthe Wéry est une peintre belge, née à Etterbeek, dans l'actuelle région de Bruxelles-Capitale, le 26 avril 1930, morte le 8 février 2005 à Bruxelles. Tout au long de sa vie, elle s'est efforcée de repousser les limites de la peinture, de se renouveler sans arrêt, passant des études géométriques au minimalisme, des monochromes à la peinture radicale. Elle présente ses œuvres de manière non conventionnelle, en prêtant une grande attention à l'architecture du lieu et à la lumière

## Biographie

### Formation
Née à Etterbeek, en 1930, Marthe Wéry est la fille de Jules Wéry, entrepreneur en construction. Elle a appris l’art en autodidacte, visitant beaucoup les musées et galeries, tout en fréquentant les milieux artistiques. Elle a seulement étudié une année, en auditrice libre, (1952) à Paris à la Grande Chaumière, une école d'art privée, où elle s’est notamment exercée au dessin de nus.  
De retour à Bruxelles, elle travaille régulièrement à l’Atelier de Woluwe-Saint-Lambert, initié par le sculpteur expressionniste belge Oscar Jespers. Celui-ci a fait de sa maison un centre artistique où de nombreux artistes se retrouvent pour travailler, exposer leurs œuvres et échanger.  
En 1966, Marthe Wery entre à l’Atelier 17 avec Stanley William Hayter pour se former en gravure. Elle pratique l’eau-forte et l’aquatinte.  
Elle est l'épouse de Christian Debuyst, un professeur de criminologie à l'Université catholique de Louvain.

## Parcours artistique
Dès son installation à Maquenoise, dans le Hainaut, elle s'éloigne  de l'art figuratif  pour se tourner vers l'abstraction, avec un chevauchement de surfaces colorées qui la caractérise.  Elle précisera plus tard:  « Ce qui caractérise mon évolution est la décomposition progressive de la forme. On ne pourrait pas dire un éclatement de la forme, parce que cela ferait penser à un éclatement sauvage. Il s'agit beaucoup plus d'une opération de déconstruction en vue de retrouver une structure plus fondamentale ».   
Très rapidement, elle produit des œuvres abstraites où le monochrome et la répétition dominent sous forme de damiers et de trames lignées. Elle a exploité avec rigueur toutes les possibilités de la surface et de la couleur recherchée tour à tour pour son opacité ou pour sa transparence. Volontiers séduite par la série, en peinture comme en gravure, elle a su en exploiter l’aspect monumental par de vastes compositions modulant l’espace.    

### Le dessin
Marthe Wéry commence à dessiner en 1952 , des esquisses rapides qui captent la vie urbaine, puis passe à des paysages à plus grande échelle. Mais déjà, c'est la ligne et sa dynamique qui structure ses compositions.
Dans la série des Arbres et dans sa dernière série de dessins, inspirée de la Bataille de San Romano du peintre renaissant Paolo Uccello, elle attache plus d'attention à la texture et utilise le dialogue entre les aplats et les lignes.

### La gravure
Lors de sa première exposition personnelle, en 1965 à la galerie Saint-Laurent à Bruxelles, Marthe Wéry présente un ensemble de gravures. Elle s’impose avec des gravures géométriques, inspirées par le constructivisme russe et le mouvement De Stijl, avec une grande justesse de composition. 
Bien qu’elle reprenne la peinture à la fin des années 60, Marthe Wéry n’abandonnera jamais la gravure et y reviendra périodiquement, réalisant plusieurs séries magistrales durant les années 80, pour des expositions à Montréal et à La Haye. Peu avant son décès, elle avait entrepris une nouvelle série qui ne sera toutefois tirée qu’après sa mort.

### La peinture géométrique
A la fin des années 1960, Marthe Wéry revient à la peinture. Elle s'inspire des compositions géométriques de ses gravures pour une vingtaine d’œuvres peintes, sur toile ou sur panneau de bois. La gamme chromatique est essentiellement limitée aux noir, blanc et gris. Elle utilise parfois des bombes en spray de couleur, pour obtenir des aplats finement mouchetés qui font miroiter  la lumière. 
Sur un conseil de son galeriste, Paul Maenz, elle décide de cacher sa production antérieure à la période géométrique et de considérer que son oeuvre débute avec celle-ci.

### La Ligne
Simultanément fascinée par les expériences de Kasimir Malevitch et de Mondrian, par les écrits du peintre polonais Wladyslaw Strzeminski, théoricien de l'Unisme, qui laissent ouverte la question de l’œuvre, de son unité, de sa construction, Marthe Wéry situe son travail au seuil critique de la modernité. Le minimalisme américain qu’elle découvre lors d’un voyage aux États-Unis l’a aussi influencée durablement. « Tout mon travail, disait-elle, est une recherche élémentaire de vivre la surface. Élémentaire, c’est-à-dire rechercher l’essentiel par son minimum ... Il s’agit beaucoup plus d’une opération de déconstruction en vue de retrouver une structure plus fondamentale. » Cette structure plus fondamentale est alors la ligne, considérée non comme un geste mais comme une suite très serrée de points. Elle recouvre intégralement ses tableaux de lignes denses tracées à la règle, d’abord sur toile, ensuite sur papier de formats et de textures divers . La forme se confond alors avec le format ; a fortiori dans les séries qu’elle privilégie désormais (diptyque, triptyque ou polyptyque).
Les  années   70   voient   la  reconnaissance   internationale   de  Marthe Wéry. Elle est invitée à la célèbre exposition La Peinture fondamentale, au Stedelijk Museum, à Amsterdam, qui rassemble des artistes qui travaillent sur les composantes matérielles de la peinture  (support,  châssis, cadre,  pigments).  La  “ peinture  fondamentale ”  est  un  mouvement  qui  considère que  la  peinture  ne  doit  exprimer rien  d’autre  que  ce  qu’elle  est, à  savoir  des  pigments  déposés  sur un  support. Sur la base de ce postulat, Marthe  Wéry va réaliser une œuvre rigoureuse et originale pendant plus de cinquante ans.  

### Les papiers lignés
A la fin des années 70, Marthe Wéry délaisse la toile pour des feuilles de papier blanc produites de manière artisanale. Chaque composante apparaît pour elle-même : le support est visible, l’encre est perceptible. « Tous les éléments, précise-t-elle, dont est constituée l’œuvre doivent apparaître pour ce qu’ils sont : l’effet visuel est directement lié à leur ensemble et à l’aspect dynamique des relations qu’ils constituent entre eux. Les éléments doivent rester d’une manière suffisamment distincte et nette. En d’autres termes, chaque matière doit… apparaître pour ce qu’elle est. Mais d’un autre côté, ces éléments doivent établir entre eux une relation structurante. »
Vers 1980, Wéry remplace les lignes par des scripts ou du texte. Elle choisit des textes, entre autres, de l'artiste français Henri Matisse ou de l'écrivain américain Gertrude Stein. Elle commence alors à empiler ses dessins sur une étagère, au mur et au sol ... Ils deviennent alors une sculpture. 

### Les recouvrements de peintures
A la fin des années 70, Marthe Wéry poursuit ses explorations du support papier, tant du point de vue de sa texture que de sa matérialité tridimensionnelle :elle recouvre des feuilles de papier de différentes couches de couleur noire. Ainsi, les différents feuillets peuvent être présentés en tas, juxtaposés ou alignés sur le sol séparément, voire fixés au mur, laissant voir les différentes couches de couleur par transparence. 

### Le retour de la couleur
La participation de Marthe Wéry comme représentante de la Belgique à la Biennale de Venise, en 1982, marque le retour de la couleur dans son œuvre. Elle propose des séries de toiles sur châssis, couvertes d’une succession de couches de couleur rouge translucides. Partant de fonds vert-gris ou bleus, elle arrive à des rouges intenses, transparents ou éclatants, qui vibrent à la lumière vénitienne. Les tableaux sont appuyés contre les murs, comme dans son atelier, soulignant la tridimensionnalité de son travail.
Cette grande installation fait aujourd’hui partie des collections du Centre Pompidou, à Paris.
Elle poursuivra dans cette voie de «mise en espace et en temps» de la peinture sous forme d'installations durant toute la décennie, sans que jamais son travail ne devienne systématique. Elle développe la notion de "série ouverte", de nombreuses toiles d’un même format peuvent être combinées différemment, en fonction des conditions d’exposition et l'utilisera pour ses expositions à Montréal et ensuite à Sao Paulo.
Après avoir présenté ses travaux à Gand, Bruxelles, Cologne, Amsterdam, à la Biennale de Venise de 1982, au Musée d'art contemporain de Montréal, elle bénéficie en 1988 d’une exposition personnelle à Lyon : « La couleur seule, l’expérience du monochrome » . Ce sont précisément ses monochromes qui l’ont fait connaître auprès du public international.
Au début des années 1990, Marthe Wéry se concentre à nouveau sur des tableaux autonomes. Elle se lance dans des expérimentations, sur la structure et le format de la surface (panneaux de bois, de PVC ou d'aluminium ...) et sur la manière de peindre : elle verse la couleur sur le tableau et, pour la diriger, incline le tableau ou utilise l'air d'un ventilateur. Cette technique donne des textures et des nuances de couleurs nouvelles qui captent la lumière.

### L'architecture
Née dans une famille d’entrepreneurs, Marthe Wéry a toujours été attirée par les questions liées à la construction. C'est particulièrement visible dans son travail depuis sa participation à la Biennale de Venise, intimement liée au bâtiment: « Je suis convaincue que si j'avais été un garçon, j'aurais fait l'architecture. Je suis fille de maçon, d'entrepreneur et je trouve que tout le monde devrait construire sa maison. »
Dès la fin des années 50, sur invitation de l’architecte Georges Volckrick, Marthe Wéry réalise des vitraux pour plusieurs maisons particulières, ainsi que pour le couvent des Assomptionnistes, à Louvain. 
Elle entreprend ensuite, avec Jean-Paul Emonds-Alt, la réalisation de nouveaux vitraux pour la Collégiale de Nivelles. À la suite de conflits durant le chantier qui durera plus de dix ans, elle ne fera finalement que les vitraux du transept ainsi que ceux de la Chapelle Sainte-Barbe.
Charles Vandenhove l’invite à réaliser des lambris pour le bâtiment du Centre hospitalier universitaire de Liège. Elle travaille également sur des projets pour la station de métro Albert, à Bruxelles, pour la faculté de Droit, à Louvain-La-Neuve et le futur Manège à Mons mais ils ne verront jamais le jour. 
En 2001, Marthe Wéry a été choisie, avec Jan Fabre et Dirk Braeckman, sur proposition de Jan Hoet et Laurent Busine, par la reine Paola pour réaliser une série de peintures destinées à rehausser une salle du palais royal. La série de peintures de Marthe Wéry est inaugurée en 2002 au palais royal de Bruxelles par les souverains. Ses peintures ornent le couloir du rez-de-chaussée qui mène au bureau privé du Roi.
« Il n'y a pas à parfaire, mais toujours à compléter, à poursuivre. »

### Enseignement
Marthe Wéry a enseigné la gravure pendant des années à l’Institut Saint-Luc à Bruxelles, avant que l’atelier de gravure ne soit fusionné avec celui de peinture, à son initiative. L’enseignement a occupé une part importante de sa vie et elle a contribué à former de nombreux artistes, dont Anne Veronica Janssens. 
C’est également dans les années 60 qu’elle illustre un texte de l’écrivaine, philosophe et féministe belge, Françoise Collin (1928- 2012), intitulé ICI. Ni Marthe Wéry ni son œuvre artistique n'expriment d'opinions politiques ou sociales. Cependant, elle a toujours été sensible aux problèmes de la société,  particulièrement aux revendications féministes. Bien qu’elle n’ait officiellement adhéré à aucun groupe ou mouvement, elle a largement relayé cette cause, notamment via l’enseignement, incitant de nombreuses étudiantes à assumer leur statut de femme artiste.
Elle décède brutalement à Bruxelles, le 8 février 2005. Elle a 74 ans et est au sommet de sa notoriété

## Œuvres
- Lambris pour le Centre hospitalier universitaire de Liège, sérigraphie sur panneaux d'acier émaillé vitrifié, chaque panneau : h. 103, l. 200 cm, 1978-1985, collection du Musée en plein air du Sart Tilman (Université de Liège)[6].

## Expositions (sélection)
La galerie Geuken & Devil publie une liste très complète de ses expositions
- Premières gravures dans la mouvance de l’abstraction géométrique, à la galerie Saint-Laurent, à Bruxelles, 1966.
- Fundamental Painting,  Stedelijk Museum, à Amsterdam, 1974.
- Documenta 6, Cassel, 1977
- Biennale de Venise, 1982
- 18ème Biennale de Sao Paulo
- « La couleur seule, l’expérience du monochrome », Musée Saint-Pierre art contemporain, Lyon, 1987[8]
- L'art en Belgique. Un point de vue, Tournus- Art contemporain avec le concours du Centre d'art contemporain de Bruxelles, Réfectoire de l'abbaye de Tournus, novembre 1991[9]
- Marthe Wery - Christian Kieckens , Synagogue de Delme, 13 Mai- 2 Juillet 1995[10].
- « Rétrospective Marthe Wery »  Palais des Beaux-Arts, à l'occasion de la Présidence belge de l'Union européenne, Tour et Taxi, Bruxelles, 2001[1].
- « Marthe Wéry », 49 NORD 6 EST,• Metz , 8 juin-8 septembre 2002[11].
- « Marthe Wéry, les couleurs du monochrome », dans le cadre de Lille 2004, Capitale Européenne de la Culture, Musée des Beaux-Arts de Tournai, 7 août-31 octobre 2004[12].
- « Rétrospective » au BPS22, Musée d’art de la Province de Hainaut, installé à Charleroi et qui possède un fonds important d'œuvres de Marthe Wéry, 25 février-23 juillet 2017[13].
- Marthe Wéry, Verfijning op papier, Kunstmuseum, La Haye, 14 octobre 2017-4 mars 2018[5]
- Marthe Wery, Galerie Pierre Hallet, Bruxelles, 8 septembre-7 octobre 2018[14].
- « Liège. Chefs-d'oeuvre »,«  La Boverie, Liège, 2019[15].

## Collections
Les œuvres de Marthe Wéry sont présentes dans les collections de nombreux musées en Belgique comme le Musée des Beaux Arts de Mons, BPS22, Musée d’art de la Province de Hainaut qui rassemble le plus grand nombre de ses oeuvres, et, à l’étranger, notamment dans celles du Centre Pompidou, Gemeente Museum La Haye et du Musée d’Art Moderne de la Ville de Paris.

## Distinction
En 2004, elle devient commandeur de l'Ordre de Léopold.